# Woodhouse-Kröte
Die Woodhouse-Kröte (Anaxyrus woodhousii) ist eine Amphibienart aus der Familie der Kröten. Der Erstbeschreiber, Charles Frédéric Girard, benannte die Kröte 1854 zu Ehren des amerikanischen Arztes und Naturforschers Samuel Washington Woodhouse.

## Beschreibung
Ausgewachsene Tiere erreichen eine Kopf-Rumpf-Länge von 63,5 bis 127 mm. Die Haut ist trocken mit kleinen Warzen und jeder Hinterfuß hat zwei dunkle, schaufelartige Strukturen an den Fußsohlen. Charakteristisch ist ein weißer Streifen entlang Mitte des Rückens. Normalerweise ist die Bauchseite völlig weiß, es können jedoch auch einige schwarze Flecken vorhanden sein. Girard beschreibt den Kopf als kurz und dick, das Maul breit mit kantigem Oberkiefer. Trommelfell (Tympanum) und Ohrdrüse sind moderat groß. Die Gliedmaßen sind eher kurz und kräftig.

## Verbreitungsgebiet

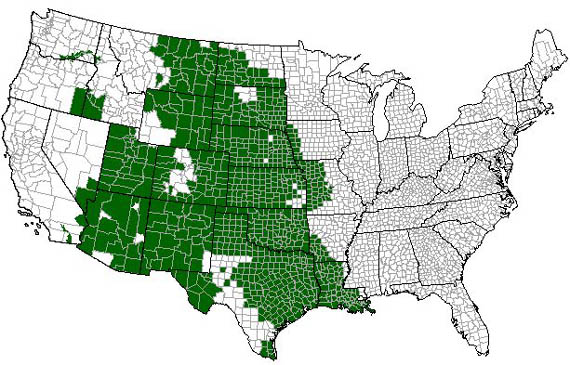
Verbreitungskarte von Anaxyrus woodhousii in den Vereinigten Staaten (grün eingefärbte Countys)

Das Verbreitungsgebiet liegt in der Nearktis. Die Art kommt im Südwesten und im Zentrum der Vereinigten Staaten und im Norden Mexikos vor. An der Küste oder in höheren Bergregionen ist sie nicht zu finden.

## Systematik und Taxonomie
Lange Zeit wurde die Woodhouse-Kröte als Bufo woodhousii zu den Echten Kröten (Gattung Bufo) gezählt.
Wie bei anderen Gattungen der Froschlurche haben sich in der langen Zeit der Trennung der Kontinente die Arten der Alten und der Neuen Welt auseinanderentwickelt. Nach einer kladistischen Analyse des Stammbaums der Froschlurche durch Darrell Frost et al. im Jahre 2006 kam es zu einer Revision vieler Gattungen. Die nearktischen Arten der Gattung Bufo wurden dabei in eine eigene Gattung mit dem Namen Anaxyrus gestellt. Das führte zu einer Reihe von neuen Kombinationen zwischen Gattungsname und Epitheton, von der auch die Woodhouse-Kröte und alle ihre näheren Verwandten in Nordamerika betroffen waren.

### Unterarten
Es sind zwei Unterarten anerkannt:
- Anaxyrus woodhousii woodhousii (Girard, 1854)[6] ist das nominotypische Taxon und im größten Teil des Verbreitungsgebietes anzutreffen.
- Anaxyrus woodhousii australis (Shannon & Lowe, 1955)[7] kommt im südwestlichen Teil des Verbreitungsgebietes vor.

Die beiden Unterarten unterscheiden sich nicht nur äußerlich, sondern auch  molekulargenetisch durch die mitochondriale DNA.
Anaxyrus woodhousii velatus (Bragg and Sanders, 1951) wurde ebenfalls als Unterart, die im östlichen Texas und im westlichen Louisiana verbreitet ist, beschrieben und später sogar als Anaxyrus velatus als eigene Art angesehen. Die meisten Autoren gehen jedoch davon aus, dass es sich dabei um eine Hybride, also eine Kreuzung zwischen Anaxyrus woodhousii x Anaxyrus fowleri im Überlappungsbereich der Verbreitungsgebiete der beiden Arten handelt.

## Gefährdungsstatus
Die Woodhouse-Kröte wird von der IUCN als nicht gefährdet (least concern) und ihr Populationstrend als stabil eingestuft. Sie kommt in mehreren Schutzgebieten der Vereinigten Staaten vor.